# Economia de la República Centreafricana
La República Centreafricana és un dels països menys desenvolupats del món amb un PIB per capita de 700 dòlars el 2007. L'agricultura de subsistència, juntament amb l'exploració forestal, és la principal activitat econòmica del país. Més de 70% de la població viu en aquesta zona econòmica. L'agricultura respon per més de la meitat del PIB. Dacsa, nyam, tapioca i banana són plantats per a consum propi. Per a exportació són cultivats cafè, cotó i tabac.
La fusta és un recurs explorat sense control, i constitueix una part substancial de les exportacions. La mineria, excepte de diamants, or i urani, roman sense exploració.
La indústria depèn del sector miner i petites empreses; i el sector de serveis és, sobretot, públic. Els recursos energètics propis són escassos i el país depèn de l'exterior, amb excepció d'algunes hidroelèctriques. El petroli és importat de Camerun.
Els principals factors que dificulten el desenvolupament del país són la seva posició cèntrica en el continent, sense sortida per al litoral, un sistema de transports deficient, una mà d'obra poc qualificada, i el llegat de la falta d'una planificació macroeconòmica. La lluita entre el govern i faccions rebels és un altre complicador per a la recuperació econòmica.
El país té la sisena pitjor concentració de renda del món, amb un índex de Gini de 0,613.